# サモア沖地震 (2009年)
2009年サモア沖地震（2009ねんサモアおきじしん）は、2009年9月29日にサモア諸島で発生した地震である。発生時刻はサモア時間午前6時48分（日本時間午前2時48分）、震源地はサモアの首都アピアの南沖190km、震源の深さ18km、モーメントマグニチュード(Mw)8.1。

## 概要
太平洋プレートとインド・オーストラリアプレートの境界付近は世界で最も地震活動が活発な地域の一つであるが、今回の地震はこれらのプレート境界であるトンガ海溝の北端で発生したものである。USGSは、太平洋プレート側に断層が生じて地震が発生した海洋プレート内地震、いわゆるアウターライズ地震と推測している。その後、この地震の前後どちらかにプレート境界の地震が発生していたとの推測がなされている。この地震の震源の南側では1995年4月7日にM8.0、2006年5月3日にM8.0、2009年3月19日にM7.7の地震が発生している。

## 被害状況
太平洋津波警報センターは午前3時4分以降、断続的に津波情報を発表した。地震発生後、ウポル島南部の村は津波により壊滅しアメリカ領サモアでは4.5mから6mの津波が4回到達した。アメリカ領サモアのパゴパゴでは314cm、サモアの首都アピアでは140cmの津波を観測した。被災地であるサモアと米領サモアおよびトンガでの死者の合計が192人に達し、70の村落が壊滅し余震が10回以上にのぼり、数万人が家屋を失ったと伝えた。
また、オセアニア、アジア、北中米、南米の各地で津波を観測した。日本では、太平洋側全域で津波注意報が出され、岩手県の久慈市では36cmの津波を観測している（＝この地震で発生した津波を日本で観測した最大値）。

## 各国の対応
地震発生後、アメリカのオバマ大統領(当時)はFEMAから緊急派遣チームの派遣を決定した。
日本政府は9月30日午前に、首相官邸危機管理センター内に情報連絡室を設け、鳩山由紀夫首相(当時)は何らかの対策を講じるとした。
オーストラリア政府はサモアに200万豪ドルの緊急支援を決定し、医師や援助当局者などの支援チームを派遣した。一方のニュージーランド政府も空軍の哨戒機を飛行させ被害状況の確認をしている。